# Матевосян, Давид Гевондович
Дави́д Гевондович Матевося́н (арм. Դավիթ Ղևոնդի Մաթևոսյան; 22 марта 1960, Мегри, Сюникская область — 23 октября 2020, Нрнадзор, Сюникская область) — армянский политический и государственный деятель.

## Биография
Окончил Армянский сельскохозяйственный институт по специальности инженер-гидротехник.
1982—1983 — работал прорабом в Агаракском горностроительном управлении.
1983—1984 — инженер Мегрийского управления мелиорации и водоснабжения.
1984—1985 — инструктор ЛКСМ Армении Мегрийского райкома.
1985—1991 — директор Карчванского госхозяйства.
1991—1995 — начальник ОВД Мегрийского района.
1995—1999 — депутат парламента Армении.
Являлся членом блока «Импичмент».
Погиб 23 октября 2020 года, воюя на армянской стороне в ходе Второй Карабахской войны.